# Калинин, Владимир Дмитриевич
Владимир Дмитриевич Калинин (22 марта 1924, Собинка, Владимирская область — 6 сентября 2007) — живописец, участник Великой Отечественной войны.

## Биография
Владимир Дмитриевич Калинин родился 22 марта 1924 года в посёлке Собинка Владимирской области. С 1932—1942 гг. учился в Собинской средней школе № 2, занимался рисованием, принимал участие в районных и областных художественных выставках. В годы Великой Отечественной войны окончил Владимирское пехотное училище. Воевал на Воронежском, Калининском, Первом и Втором Прибалтийских фронтах. С 1944—1946 гг. командовал взводом 246 миномётного полка 25 Миномётной Краснознамённой бригады. Награждён орденами Красной Звезды и Отечественной войны 1-й степени, медалью «За победу над Германией».
После окончания войны, в 1949 году поступил в Ленинградское высшее художественно-промышленное училище им. Мухиной (ЛВХПУ им. В. И. Мухиной) на факультет художественного оформления тканей. Среди преподавателей, оказавших влияние на художника были профессор П. П. Бучкин, преподаватель по рисунку — Р. В. Коган, художник-баталист — А. А. Блинков. Преподаватели отмечали высокий творческий потенциал художника и исключительное чувство цвета.
В 1957 году Владимир Калинин окончил ЛВХПУ им. В. И. Мухиной(диплом художника прикладного и декоративного искусства). С 1957—1960 гг. работал на текстильной фабрике «Авангард» в г. Юрьев-Польский Владимирской обл. художником по художественному оформлению тканей и колористом. Владимир Калинин разрабатывал рисунки для гобеленов, портьер, шотландки, используя абстрактные линейные композиции и новые колористические решения. Многие образцы тканей неоднократно выставлялись на специализированных выставках и были отмечены премиями (ткань «Шашечки», 1960 г.). Участвовал в воссоздании рисунков старинных гобеленов для дворцовой мебели Петербурга.
В 1960 г. Владимир Калинин переехал в г. Владимир и начал работать в мастерских Художественного фонда. Выполнял разнообразные оформительские, монументальные работы: росписи, мозаики, горельефы, сграффито. Продолжал работать над сериями пейзажей, посвящённых г. Владимиру, Суздалю, Мстере, Гороховцу и др. Известны также серии работ: «Карпаты», «Беломорье», «В горах Кабардино-Балкарии», «Крым».
В 1967 году был принят в члены Союза художников СССР. Принимал активное участие в областных и региональных, а также Всероссийских выставках. Многие работы пополнили российские и зарубежные коллекции.

## Работы коллекциях
- Владимирское отделение Художественного фонда РСФСР
- Владимиро-Суздальский музей-заповедник
- Государственное учреждение культуры Владимирской области «Центр изобразительного искусства», г. Владимира
- Курская картинная галерея им. А. А. Дейнеки
- Частные собрания в России, Италии, Франции, Австрии, Швейцарии

## Выставки
персональные
- 1975 Владимир — к 50-летию со дня рождения
- 1975 Собинка — к 50-летию со дня рождения
- 1999 Владимир — к 75-летию художника

участие
- 1957 — в музее ЛВХПУ им. Мухиной выставка посвящённая 250-летию Ленинграда (работа «Ткань Ленинградская»).
- 1960 — I Республиканская художественная выставка «Советская Россия» — ткань «Шашечки» отмечена премией и дипломом
- 1960, 1961, 1962, 1964, 1968, 1971, 1973 — Выставка произведений художников Владимирской области (Владимир)
- 1965 — Областная выставка произведений художников- участников Великой Отечественной войны, г. Владимир
- 1965 — Выставка-продажа произведений советских художников на кинофестивале в Каннах (Франция)
- 1967 — Юбилейная выставка произведений художников Владимирской области, г. Владимир
- 1967 — Вторая зональная художественная выставка «В едином строю», г. Москва
- 1970 — Областная художественная выставка, посвящённая 100-летию со дня рождения В. И. Ленина, г. Владимир
- 1971 — Выставка-продажа произведений современных советских художников, г. Осако (Япония)
- 1971 — Museo Nazionale della Scienza e dell Tecnica «Leonardo Da Vinci», г. Милан
- 1974 — «Художники из Владимира». Выставка-продажа произведений современных советских художников, организованная Всесоюзным объединением «Международная книга» и Художественным салоном по экспорту Художественного фонда СССР в Австрии.
- 1977 — Выставка произведений художников, уроженцев г. Собинки, посвящённая 60-летию Великой Октябрьской революции, г. Собинка
- 1979 — Выставка «Художники Владимира». Ленинград. Москва. Горький. Киров. Куйбышев.
- 1987 — Областная художественная выставка, посвящённая 40-летию Владимирской организации Союза художников РСФСР, г. Владимир
- 1988 — Областная художественная выставка «Наш край», г. Владимир
- 1990 — VII региональная художественная выставка «Художники центральных областей России», г. Владимир
- 1995 — Областная юбилейная художественная выставка, посвящённая 50-летию Владимирской организации Союза художников России, г. Владимир
- 1997 — Республиканская художественная выставка «Художники России — Москве», посвящённая 850-летию г. Москвы, г. Москва
- 1997 — VIII региональная художественная выставка «Художники центральных областей России», г. Москва
- 1998 — Международная Российско-Белорусская выставка произведений живописи «Славянских городов немеркнущий венок», г. Москва, г. Минск
- 1998 — Областная художественная выставка, посвящённая Дню города, г. Владимир
- 1999 — Весенняя областная художественная выставка, г. Владимир
- 1999 — Всероссийская художественная выставка «Россия — IX», г. Москва
- 1999 — Областная художественная выставка «Художники — городу», г. Владимир
- 2000 — Областная художественная выставка «Из века в век», г. Владимир
- 2000 — Всероссийская художественная выставка «Имени Твоему…», посвящённая 2000-летию Рождества Христова, г. Москва
- 2001, 2002 — Областная художественная выставка (Владимир)
- 2002 — Областная художественная выставка «Художники Владимирской земли», г. Ярославль
- 2005 — Областная художественная выставка «Салют Победы», г. Владимир
- 2005 — Областная художественная выставка «Художники Владимирской земли», посвящённая 60-летию Владимирского областного отделения ВТОО «Союз художников России», г. Владимир
- 2010 — Областная художественная выставка, посвящённая 65-летию ВОСХ, г. Владимир